# Керування ланцюгом постачання
Керування ланцюгом постачання (англ. Supply chain management) — планування, створення та контроль за потоками інформації й матеріалів у ланцюгу постачання з метою задоволення потреб клієнтів з максимальною ефективністю. Спрощено ми можемо сказати, що логістика — наука й практика управління ланцюгами поставок (постачання).